# First Capital Connect

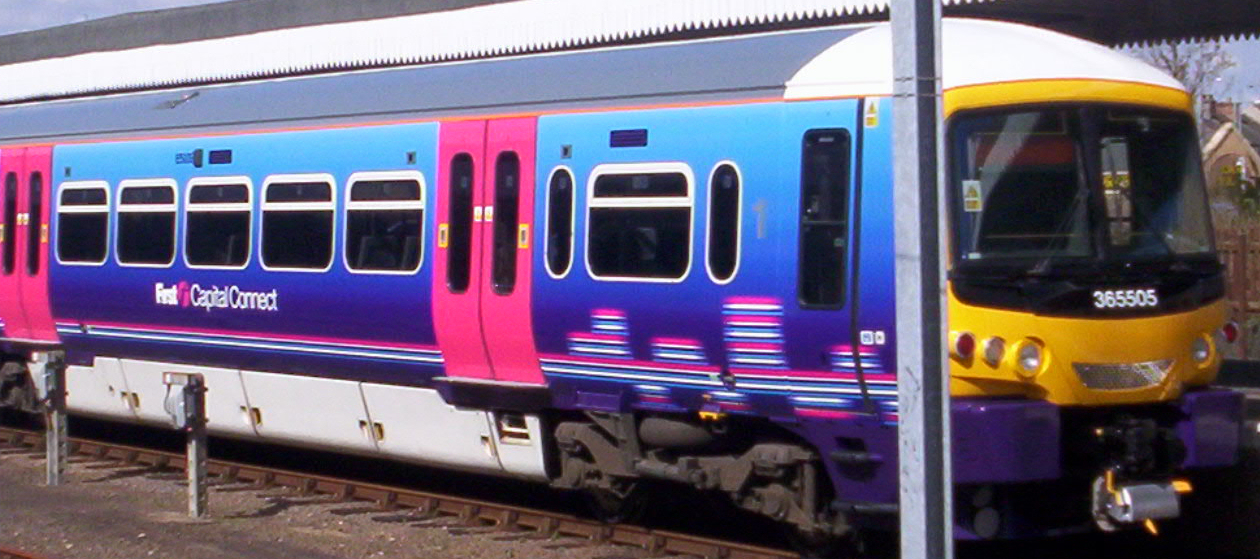
Treinstel van First Capital Connect

First Capital Connect is een Britse spoorwegonderneming die bestond van 2005 tot 2014.
In december 2005 heeft FirstGroup een concessie gewonnen die de Thameslink en Great Northern-concessies verving. De concessie is op 1 april 2006 ingegaan en had een looptijd van 9 jaar. Bij goede prestaties kan het Britse ministerie van Verkeer de vergunning verlengen. Dat is niet gebeurd en de franchise is toegewezen aan de Govia Thameslink Railway, die op 14 september 2014 met de exploitatie begon onder de naam Thameslink and Great Northern.